# Dolenje Gradišče pri Šentjerneju
Dolenje Gradišče pri Šentjerneju je naselje u slovenskoj Općini Šentjerneju. Dolenje Gradišče pri Šentjerneju se nalazi u pokrajini Dolenjskoj i statističkoj regiji Donjoposavskoj regiji. 

## Stanovništvo
Prema popisu stanovništva iz 2002. godine naselje je imalo 113 stanovnika.